# Комптон, Спенсер, 8-й граф Нортгемптон
Спенсер Комптон (англ. Spenser Compton; 16 августа 1738 — 7 апреля 1796) — британский аристократ, 8-й граф Нортгемптон с 1763 года. Родился в семье Чарльза Комптона, младшего сына Джорджа Комптона, 4-го графа Нортгемптона, и Мэри Люси. Учился в Вестминстерской школе, в 1760—1763 годах был грумом королевской опочивальни, в 1761 году заседал в Палате общин как депутат от Нортгемптона. После смерти бездетного брата Чарльза в 1763 году унаследовал семейные владения и титулы.
Комптон был женат на Джейн Лоутон, дочери Генри Лоутона. В этом браке родился сын Чарльз, 9-й граф Нортгемптон, в 1812 году получивший титул маркиза Нортгемптона.